# 9-я армия (Италия)
9-я армия (итал. 9 Armata) — итальянская армия, принимавшая участие во Второй мировой войне. Армия участвовала в сражениях на территории Албании и Греции.

## 1-е формирование
9-я армия сформирована 9 ноября 1940 в ходе Итальянского вторжения в Грецию на территории Албании. Участвовала в обороне Албании в ходе греческого контрнаступления. После начала нового наступления, связанового с вторжением в Грецию немецких войск, 9-я армия 14 апреля 1941 отбила у греческих войск город Корча, 17 апреля — Эрсека. После разгрома и капитуляции Греции армия несла оккупационые функции на территориях Албании, Черногории и части Далмации. 1 июля была преобразована в Штаб-Квартиру в Албании.

## 2-е формирование
Армия была вновь воссоздана из Штаб-квартиры в Албании 1 июня 1943 года. После перемирия Италии (8 сентября) и объявления Италией войны Германии (13 октября 1943), 9 армия переходит на сторону антигитлеровской коалиции, часть солдат была разоружена немцами. Немалая часть армии в составе нескольких дивизий присоединились к албанским и югославским партизанам. Наибольшую известность приобрёл партизанский отряд «Антонио Грамши».

## Командующие армией
- генерал Итало Гарибольди (1940—1941)[источник не указан 4289 дней]
- генерал Алессандро Пирцио Бироли (1941)
- генерал Марио Карациолло ди Фиолето (1941, 1942—1943)
- генерал Лоренцо Далмаццо[англ.] (1943)